# Франклін (округ, Небраска)
Шаблон:StateAbbr_ 40°11′ пн. ш. 98°57′ зх. д. / 40.18° пн. ш. 98.95° зх. д.
Округ Франклін (англ. Franklin County) — округ (графство) у штаті Небраска, США. Ідентифікатор округу 31061.

## Історія
Округ утворений 1871 року.

## Демографія
За даними перепису 
2000 року 
загальне населення округу становило 3574 осіб, усе сільське.
Серед мешканців округу чоловіків було 1720, а жінок — 1854. В окрузі було 1485 домогосподарств, 1021 родин, які мешкали в 1746 будинках.
Середній розмір родини становив 2,87.
Віковий розподіл населення поданий у таблиці:
| Стать    | До 15 років | 15-21 | 22-29 | 30-39 | 40-49 | 50-65 | 65-85 | Понад 85 |
| -------- | ----------- | ----- | ----- | ----- | ----- | ----- | ----- | -------- |
| Чоловіки | 351         | 135   | 101   | 226   | 274   | 268   | 328   | 37       |
| Жінки    | 345         | 144   | 104   | 212   | 244   | 315   | 385   | 105      |

## Суміжні округи
- Карні — північ
- Вебстер — схід
- Сміт, Канзас — південний схід
- Філліпс, Канзас — південний захід
- Гарлан — захід
- Фелпс — північний захід

## Виноски
1. ↑  US Decennial Census. US Census Bureau. Архів оригіналу за 26 квітня 2015. Процитовано 7 грудня 2014.
2. ↑  Historical Census Browser. University of Virginia Library. Архів оригіналу за 11 серпня 2012. Процитовано 7 грудня 2014.
3. ↑  Population of Counties by Decennial Census: 1900 to 1990. US Census Bureau. Процитовано 7 грудня 2014.
4. ↑  Census 2000 PHC-T-4. Ranking Tables for Counties: 1990 and 2000 (PDF). US Census Bureau. Процитовано 7 грудня 2014.
5. ↑  State & County QuickFacts. US Census Bureau. Архів оригіналу за 7 червня 2011. Процитовано 19 вересня 2013. [Архівовано 2011-06-07 у Wayback Machine.](англ.) Наведено за англійською вікіпедією.
6. ↑  American FactFinder. Бюро перепису населення США. Архів оригіналу за 26 лютого 2012. Процитовано 31 січня 2008. [Архівовано 2008-05-21 у Wayback Machine.]

| США | Це незавершена стаття з географії США. Ви можете допомогти проєкту, виправивши або дописавши її. |